# Штумсдорфское перемирие
Штумсдо́рфское переми́рие (швед. Fördraget i Stuhmsdorf) — перемирие сроком на 26 с половиной лет, заключённое 12 сентября 1635 года между Швецией и Речью Посполитой возле располагавшейся южнее города Штум в королевской Пруссии деревни Штумсдорф.

## История
Весной 1635 года закончился срок Альтмаркского перемирия, завершившего польско-шведскую войну 1600—1629 годов, и началась подготовка к возобновлению боевых действий. Между Швецией и Речью Посполитой было объявлено состояние войны. Но реально она так и не началась, так как Франция, будучи союзником Швеции поспешила надавить на Речь Посполитую дабы та согласилась на продление перемирия. Посредником на переговорах выступал французский дипломат Клод д’Аво, находившийся при польском дворе в 1634-1636 годах.
Швеция, занятая участием в Тридцатилетней войне, согласилась на территориальные уступки. Речи Посполитой возвращались территории, утерянные в последние десятилетия польско-шведской войны (1600—1629). Но перемирие также было выгодно и Швеции и её союзникам по Тридцатилетней войне (Франция, Англия и Нидерланды), оно позволяло им сконцентрироваться на военных действиях против Габсбургов без опасений по поводу возможного конфликта с Речью Посполитой.
В соответствии с Штумсдорфским договором перемирие продлевалось на 26 с половиной лет. Швеция временно удерживала Ливонию к северу от Даугавы с Ригой, но должна была гарантировать свободу вероисповедания для католиков. Швеция также отказывалась от завоеваний Густава II Адольфа в королевской и герцогской Пруссии, передавала право на сбор пошлин с балтийских портов и захваченные ею в предыдущие годы корабли, при условии, что Речь Посполитая не будет поддерживать врагов Швеции. Владислав IV официально отказывался от претензий на шведский престол.
Штумсдорфское перемирие было нарушено в июле 1655 года вторжением в Речь Посполитую Карла X Густава.